# خوسيه فرنسيسكو مورا
خوسيه فرنسيسكو مورا (بالإسبانية: José Francisco Mora)‏ (11 يونيو 1981 بكاستيون دي لا بلانا في إسبانيا - ) هو لاعب كرة قدم إسباني في مركز الدفاع. لعب مع ديبورتيفو ألافيس وريكرياتيفو ونادي إيركوليس ونادي برشلونة ونادي كاستييون وCF Borriol ‏ ونادي إلدنس.

## وصلات خارجية
- خوسيه فرنسيسكو مورا على موقع قاعدة بيانات كرة القدم.إي يو (الإنجليزية)
- خوسيه فرنسيسكو مورا على موقع Soccerway.com (الإنجليزية)